# Бонмезон
Бонмезон (фр. Bonnemaison) насеље је и општина у северној Француској у региону Доња Нормандија, у департману Калвадос која припада префектури Кан.
По подацима из 2011. године у општини је живело 369 становника, а густина насељености је износила 43,93 становника/km². Општина се простире на површини од 8,4 km². Налази се на средњој надморској висини од 200 метара (максималној 298 m, а минималној 99 m).

## Демографија
| 1962. | 1968. | 1975. | 1982. | 1990. | 1999. | 2011. |
| ----- | ----- | ----- | ----- | ----- | ----- | ----- |
| 191   | 208   | 184   | 317   | 331   | 324   | 369   |

График промене броја становника у току последњих година